# می‌خواهم زندگی کنم
«می‌خواهم زندگی کنم» آلبومی از هیفا وهبی است که در سال ۲۰۰۵ میلادی منتشر شد.